# Farlig resa
Farlig resa är en brittisk dokumentärserie i fyra delar som handlar om olika fall där unga turister har åkt fast utomlands när de försökt smuggla droger av olika slag över ländernas gränser och alltid fått långa fängelsestraff. Serien sändes på SVT under 2007 .